# Combo (Giuliano Palma & the Bluebeaters)
Combo è il quinto album discografico del gruppo musicale italiano Giuliano Palma & the Bluebeaters, pubblicato nel 2009 dalla V2 Records. Nel 2010 esce un repack con quattro brani aggiuntivi.

## Descrizione
L'album contiene 12 rivisitazioni di brani storici della musica italiana e mondiale oltre a quattro inediti.
Il disco si apre con Per una lira, prima canzone e primo singolo estratto dal disco, omaggio a Lucio Battisti, seguita da Sunny, altra grande cover del 1966 di Bobby Hebb, già rifatta in passato da molti altri artisti di fama mondiale quali Johnny Rivers, Boney M., Cher e Frank Sinatra.
Le altre cover del disco sono She's not there dei The Zombies, Il Cuore è uno zingaro di Claudio Mattone (portato al successo da Nicola Di Bari e Nada), From Russia with love che non è altro che una rivisitazione ska della celebre colonna sonora di A 007, dalla Russia con amore, Lonely Summer Nights degli Stray Cats, Love potion #9 dei The Clovers, Solo te, solo me, solo noi - Yester Me, Yester You, Yesterday di Stevie Wonder, I Don't Mind dei Buzzcocks e A Transylvanian Lullaby che riprende il tema del film Frankenstein Junior.
Il primo inedito del disco è Dentro tutti i miei sogni, scritto da Fabio Merigo chitarrista del gruppo, e Cristiano Sormani Valli, contiene una consistente parte strumentale e si ispira all'atmosfera northern soul inglese degli anni settanta, mentre Quanti ricordi vede la collaborazione anche di Carlo Ubaldo Rossi.
Il terzo inedito Un grande sole nasce dalla collaborazione tra Giuliano Palma e Samuel cantante dei Subsonica, e si tratta della prima "collaborazione" di Palma dopo la storica Aspettando il sole contenuta nell'omonimo album di Neffa, mentre l'ultimo brano inedito del disco è Semplice, brano reggae scritto da Emiliano Pepe e La Pina.
Nel giugno 2010 esce Combo (Repack), una riedizione con quattro brani aggiunti. Nuvole rosa, cantato in duetto con Melanie Fiona, è il singolo estratto da questa riedizione

## Tracce
1. Per una lira (Lucio Battisti)
2. Sunny (Bobby Hebb)
3. Dentro tutti i miei sogni
4. She's Not There (The Zombies)
5. Il cuore è uno zingaro (Nicola Di Bari)
6. Quanti ricordi
7. From Russia with Love
8. Un grande sole (feat Samuel dei Subsonica)
9. Lonely Summer Nights (Stray Cats)
10. L'appuntamento (Ornella Vanoni)
11. Love Potion #9 (The Clovers)
12. Solo te, solo me, solo noi - Yester Me, Yester You, Yesterday (Stevie Wonder)
13. Semplice
14. I Don't Mind (Buzzcocks)
15. Combo
16. A Transylvanian Lullaby

Brani aggiunti nel Repack
1. I'll Come Running Back to You
2. 1-2-3
3. You Are the One to Blame
4. Nuvole rosa (feat. Melanie Fiona)

## Formazione

### Gruppo
- Giuliano Palma - voce
- Gianluca Cato Senatore - chitarra
- Sheldon Gregg - basso
- Ferdinando "CountFerdi" Masi - batteria
- Fabio "Sir" Merigo - chitarra
- Peter Truffa - tastiere
- Paolo "De Angelo" Parpaglione - sax
- Enrico Allavena - trombone

#### Altri musicisti
- Fulvio Chiara - tromba
- Riccardo Gibertini - tromba
- Valentino Corvino - violino
- Chiara Spagnolo - violino
- Edodea Orchestra - archi
- V.U. Orchestra - archi
- Elena Bacciolo - cori
- Roberta Bacciolo - cori
- Roberta Magnetti - cori

## Classifiche
| Classifica | Posizione |
| ---------- | --------- |
| Italia     | 28        |